# Maurois (gemeente)
Maurois is een gemeente in het Franse Noorderdepartement (regio Hauts-de-France) en telt 441 inwoners (2004). De plaats maakt deel uit van het arrondissement Cambrai.

## Geografie
De oppervlakte van Maurois bedraagt 2,1 km², de bevolkingsdichtheid is 210,0 inwoners per km².

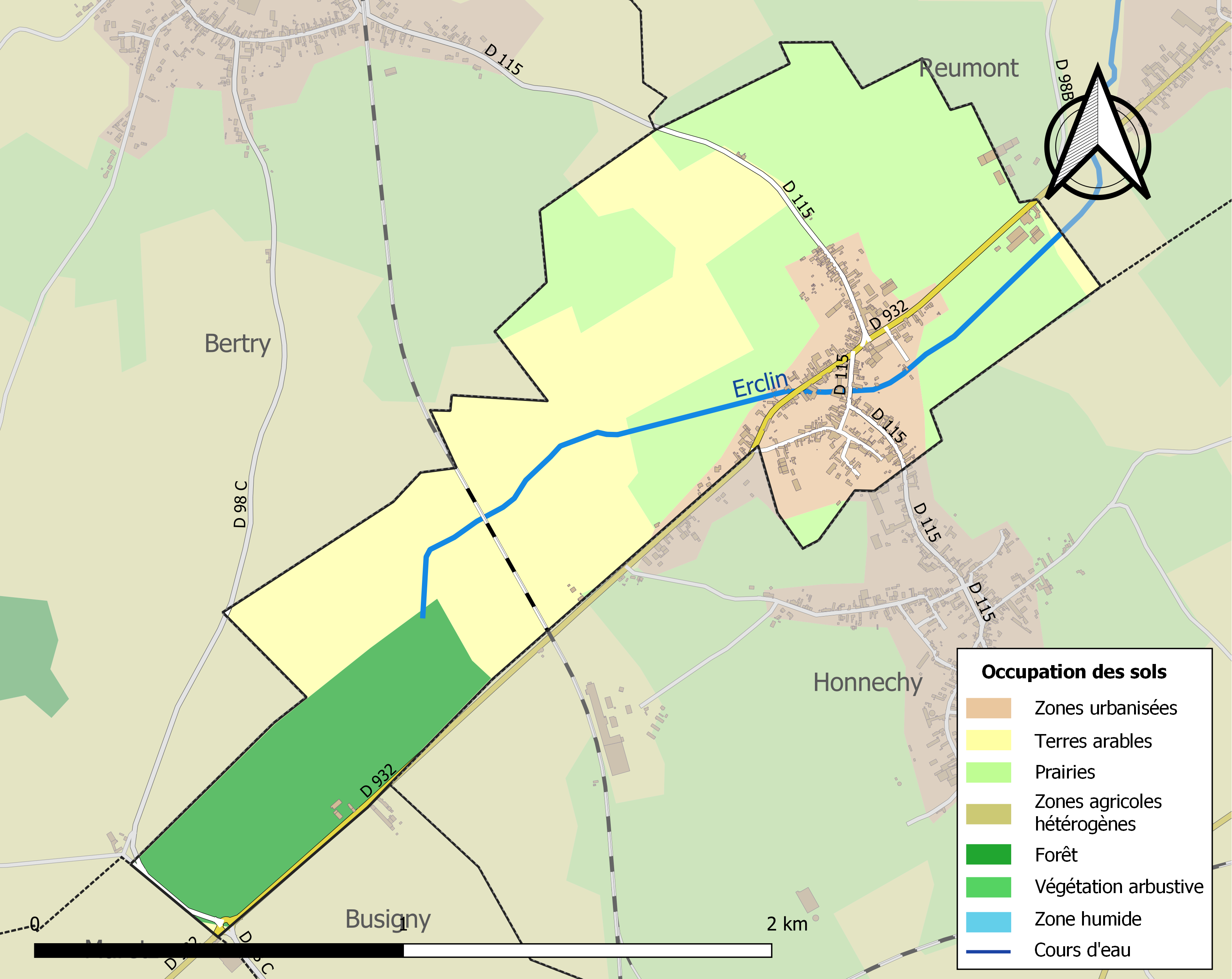
Kaart van de gemeente met de belangrijkste infrastructuur, bodemgebruik en omliggende gemeenten

## Verkeer en vervoer
De gemeente heeft een spoorwegstation Maurois, maar dat ligt net buiten het grondgebied in de gemeente Honnechy.

## Demografie
Onderstaande figuur toont het verloop van het inwonertal (bron: INSEE-tellingen).